# Governors' Cup
De Governors' Cup is de trofee die de winnaar van de International League (Minor league baseball league) krijgt.

## Governors' Cup kampioenen
Tien
- Rochester Red Wings

Acht
- Syracuse SkyChiefs

Zeven
- Montreal Royals (bestaat niet meer)
- Columbus Clippers

Zes
- Buffalo Bisons

Vijf
- Norfolk Tides

Vier
- Toronto Maple Leafs (bestaat niet meer)
- Newark Bears (naar andere league)
- Richmond Braves

Twee
- Baltimore Orioles (Bestaat niet meer, niet Major League Baseballclub)
- Indianapolis Indians
- Toledo Mud Hens
- Pawtucket Red Sox
- Charlotte Knights
- Durham Bulls

Een
- Havana Sugar Kings (bestaat niet meer)
- Atlanta (bestaat niet meer)
- Jacksonville (bestaat niet meer)
- Scranton/Wilkes-Barre Red Barons
- Ottawa Lynx
- Louisville Bats